# 日本四輪駆動車用品協会
日本四輪駆動車用品協会（にほんよんりんくどうしゃようひんきょうかい、略:JAFEA）は、四輪駆動車 の販売 及び 四輪駆動車用品 オフロード用品 の製造販売を行う企業で構成されている業界団体である。四輪駆動車の安全普及やモータースポーツの健全な発展を目指している。
日本四輪駆動車用品協会
〔英文名：Japan Four Wheel Drive Vehicle Equipment Association  略称：JAFEA〕と称する
※日本四輪駆動車用品販売連合会
〔英文名：Japan Offroad Shop Association 略称：JOA〕

【JAFEE基本理念】
四輪駆動車の文化を永続的に繁栄させるために、サプライヤーと緊密なパートナーシップを築き、協会の総合力で充実したサービスをお客様に提供します。
①すべての4WDファンのために最善を尽くす
②アフターパーツやカスタマイズは安心、安全でなければならない
③お客様に驚きや感動を提供し、車社会の安全と発展に寄与する

## 沿革
- 1991年3月 - 日本四輪駆動車用品販売連合会(JOA)設立 = 旧JOA 初代会長：黒岩政明(株式会社日本ジープセンター)　初代理事長：松代一彦(株式会社リンエイ)
- 2001年3月 - 岡本元良(有限会社モトレージ)が会長に就任
- 2005年3月 - 日本四輪駆動車用品販売連合会(JOA)と賛助会員(RAMA)を統合し、日本四輪駆動車用品協会(JAFEA)が発足　JAFEA初代 JOA通算第五代 会長：赤星嘉昭（株式会社ジャオス)　JOA呼称は 東日本支部に継承
- 2006年2月 - 松代一彦(株式会社リンエイ)が会長に就任　事務局長 生井幹雄(株式会社ティアンドエムカンパニー)
- 2015年3月 - 成川雅久 (MUDJAYSON) が会長に就任　事務局長 高野秀明(株式会社秀美)
- 2018年2月 - 山中哲治(株式会社タイガーオート)が会長に就任　事務局長 高野秀明(株式会社秀美)
- 2022年2月 - 山中哲治(株式会社タイガーオート)が会長継続　事務局長 柳原信広(新アポロ出版株式会社)が就任

## イベント
- JOAフェスティバル（JAFEA東日本主催）
- JOAミーティング（JAFEA東日本主催）
- JOAキャンピング（JAFEA東日本主催）
- マウンテンクルーズ(JAFEA東日本支部有志）
- JJ-フェスティバル（JAFEA中日本主催）
- JJ-FES飛騨高山スーパーヒルクライム（JAFEA中日本主催）
- JJ-FESスーパーダートクロス（JAFEA中日本主催）
- CRUISER FES X CROSS CAMP（JAFEA中日本主催）
- ウエスタンジャンボリー（JAFEA西日本主催）
- 4WD&SUVカーニバル（JAFEA西日本主催）
- 初心者向けオフロード走行会（JAFEA西日本主催）
- Off-Road Impact JAPAN（JAFEA本部後援）

## 組織

### 本部役員

#### 会長：
- 山中哲治　〔株〕タイガーオート

#### 副会長
- 藤森正信　　製造部会　〔株〕明和
- 高野秀明　　メデイア部会　〔株〕秀美
- 市来裕昌　　東日本支部　クワドロペット
- 藤村雄大　　中日本支部　〔有〕フェニックスオート
- 林義展　　　西日本支部　〔株〕プロ・スタッフ

#### 監事
- 松代一彦　〔株〕リンエイ
- 生井幹雄　〔株〕ティアンドエムカンパニー

#### 監査
- 赤星大二郎　〔株〕ジャオス

#### 顧問
- 赤星嘉昭
- 岡本元良
- 秋元一彦

#### 特別顧問
- 片山さつき 参議院議員

#### 本部事務局
- 事務局長　柳原信広　新アポロ出版(株)

#### 支部役員
- 北海道支部長：能戸修　〔株〕パドック
- 東日本支部長：門眞利幸　〔有〕ライフコーポレーション
- 中日本支部長：浅野友行　〔有〕ガレージピース
- 西日本支部長：谷口武　 〔株〕タニグチ

#### 支部事務局
- 東日本支部事務局長：島根亨　　〔有〕ロードハウス
- 中日本支部事務局長：村木武邦　〔有〕タケキチ
- 西日本支部事務局長：村岡大希　〔株〕エムクライム

#### 委員会・部会
- JOAフェスティバル実行委員会 実行委員長：伊賀繁 トップロード
- JOAミーティング実行委員会 実行委員長：市来裕昌 クワドロペット
- JOAキャンピング実行委員会 実行委員長：松代祐樹〔株〕リンエイ

## 所在地
- 〒102-8405 東京都千代田区一番町29-6 新アポロ出版(株)内

## 部会
製造商社事業部会
　メディア・企画事業部会
　販売部会　北海道支部
　　　　　　東日本支部
　　　　　　中日本支部
　　　　　　西日本支部
　　　　　　九州支部